# Antipodogomphus hodgkini

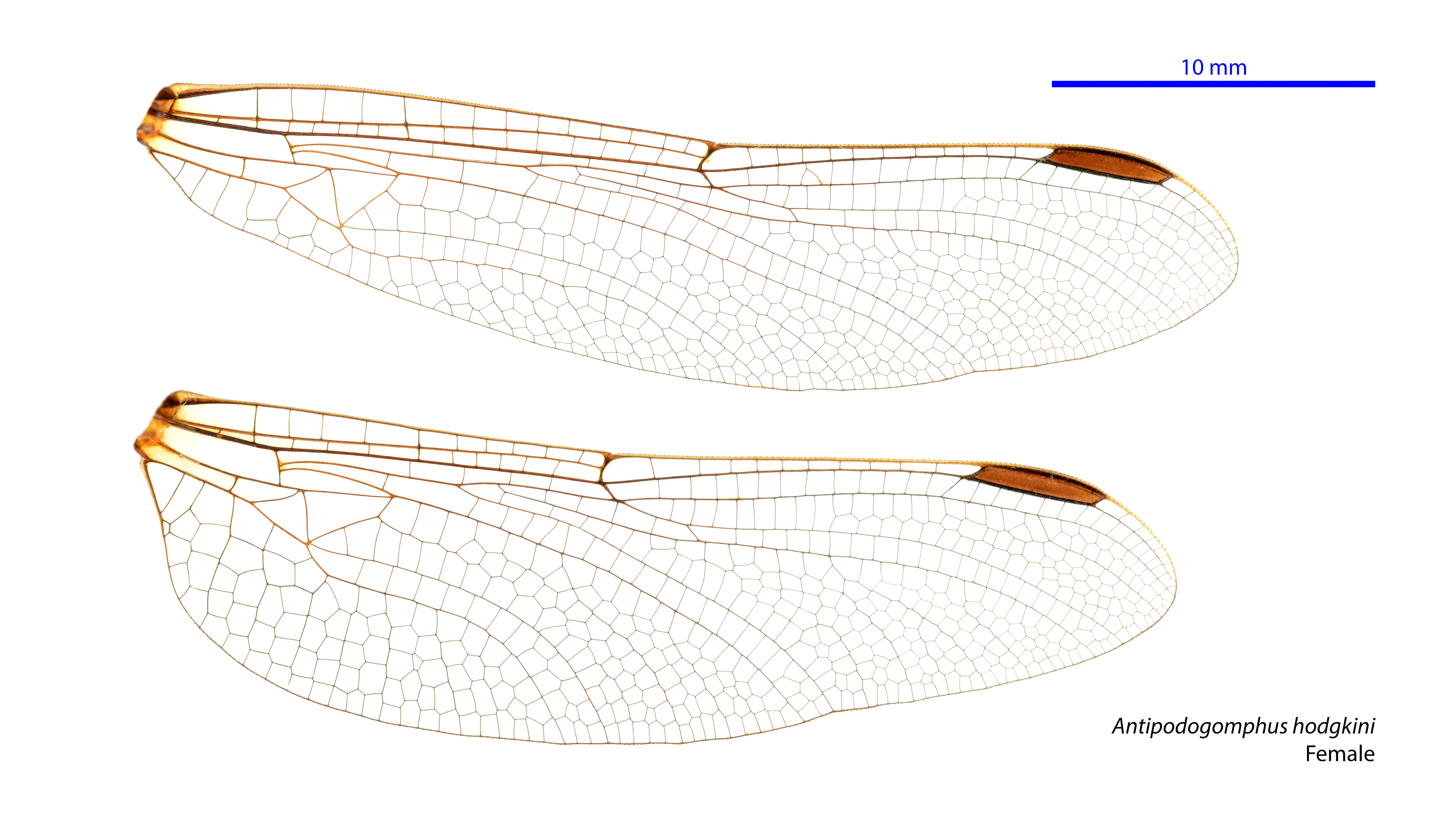
Skrzydła samicy Antipodogomphus hodgkini. Widok z tyłu prawego przedniego skrzydła (powyżej) i prawego tylnego skrzydła (poniżej).

Antipodogomphus hodgkini – gatunek ważki z rodziny gadziogłówkowatych (Gomphidae). Endemit Australii, znany tylko z kilku stanowisk w regionie Pilbara w Australii Zachodniej.